# Manoir de Gumböle
Le manoir de Gumböle (en finnois : Gumbölen kartano) est un manoir situé dans le quartier Gumböle de la ville d'Espoo en Finlande. 

## Description
Le manoir Gumböle est un manoir appartenant à la ville d'Espoo, à quelques kilomètres au nord du centre d'Espoo. 
Le bâtiment principal actuel du manoir date des années 1840, mais l'histoire du manoir remonte au XVIe siècle. 
Le manoir de Gumböle a été créé en combinant deux autres fermes avec la ferme équestre de Storgård au XVIIe siècle.
La liste des 26 propriétaires du manoir remonte aux années 1540.
La famille propriétaire la plus ancienne était les Brenners, sous le contrôle desquels le manoir  et s'est développé pendant près d'un siècle, dans les années 1625-1713. 
En 1969, le manoir de Gumböle est devenu la propriété de la ville d'Espoo.
L'étage supérieur du bâtiment principal est actuellement la résidence officielle du maire d'Espoo, et l'étage inférieur est l'espace de représentation municipal. 
Le manoir abrite un jardin à la française dont l'aménagement actuel est l'œuvre de J. W. Skogström et date de 1914.